# Hugo von Altrock
Hugo Alexander von Altrock (* 6. Oktober 1851 in Glauschnitz; † 3. November 1927 in Gröba) war ein sächsischer Generalleutnant.

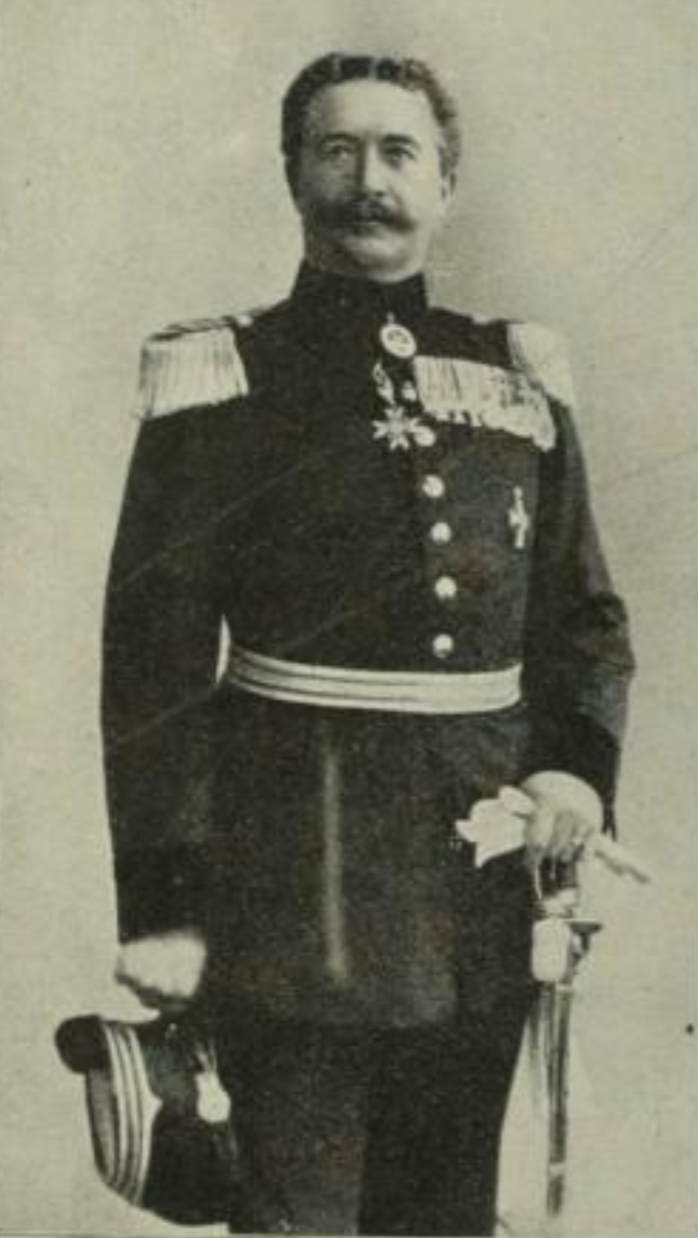
Hugo von Altrock

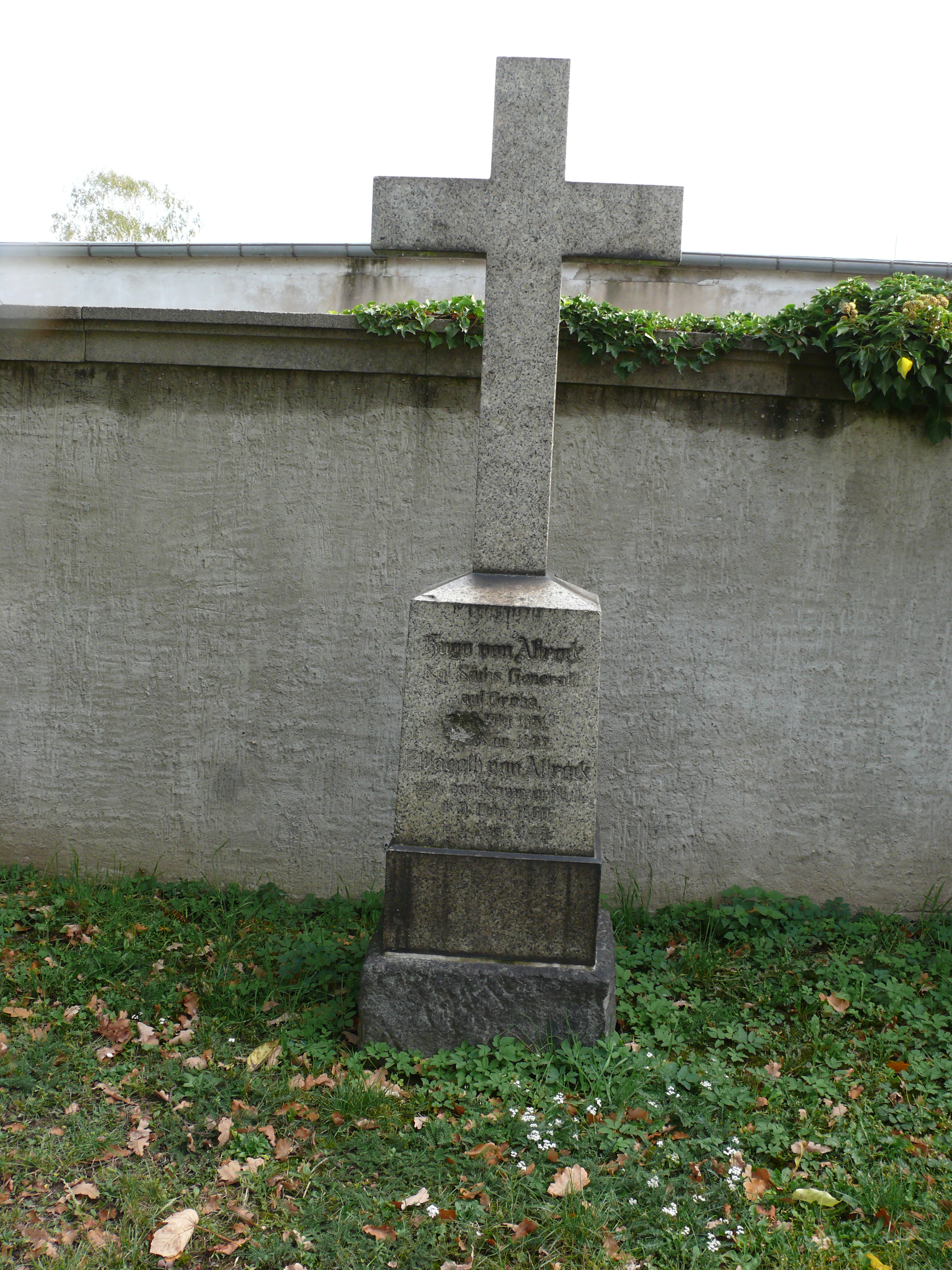
Grab von Hugo von Altrock

## Leben

### Herkunft
Hugo entstammte dem Adelsgeschlecht von Altrock. Er war der älteste Sohn des Gutsbesitzers Wilhelm von Altrock (1823–1880) und dessen Ehefrau August, geborene Allmer (1823–1870). Er hatte vier Brüder und zwei Schwesterns, darunter der sächsische Abgeordnete Georg von Altrock (1857–1919).

### Militärkarriere
Altrock trat 1866 in das Kadettenkorps der Sächsischen Armee ein und wurde 1870 als Fähnrich im 2. Jäger-Bataillon Nr. 13 angestellt. Während des Krieges gegen Frankreich avancierte er mit Patent vom 7. Oktober zum Sekondeleutnant und nahm an der Belagerung von Paris und der Schlacht bei Villiers teil.
Seine Beförderung zum Premierleutnant erfolgte am 27. Mai 1875 und zum Hauptmann am 29. Oktober 1881. Altrock wurde in den folgenden Jahren zum 1. Jäger-Bataillon Nr. 12 versetzt. Nach weiterer Beförderung zum Major am 16. September 1891 wurde er unter Stellung à la suite seines Bataillons Kommandeur der Unteroffizierschule in Marienberg. Unter Belassung in seinem Verhältnis à la suite erfolgte am 24. März 1893 seine Ernennung zum Kommandeur des Kadettenkorps. In dieser Eigenschaft stieg Altrock Mitte September 1896 zum Oberstleutnant auf und trat am 12. August 1897 mit der Ernennung zum Kommandeur des 3. Jäger-Bataillons Nr. 15 in Wurzen in den Truppendienst zurück. Daran schloss sich am 26. März 1899 mit der Beförderung zum Oberst eine Verwendung als Kommandeur des Schützen-(Füsilier-)Regiment „Prinz Georg“ Nr. 108 an.
Am 16. März 1902 wurde Altrock mit der Uniform seines Regiments und der Anweisung des Standortes Dresden zu den Offizieren von der Armee versetzt. Nach Beförderung zum Generalmajor am 27. Januar 1903 war er vom 26. März 1903 bis zum 18. Juni 1904 Kommandeur der 5. Infanterie-Brigade Nr. 63 in Bautzen. Anschließend erfolgte seine Ernennung zum diensttuenden General à la suite des Königs. Am 23. Mai 1906 wurde Altrock unter Ernennung zum diensttuenden Generaladjutanten von König Friedrich August III. zum Generalleutnant befördert. In Genehmigung seines Abschiedsgesuches wurde er am 21. September mit Wirkung zum 30. September 1907 mit Pension und der Erlaubnis zum Tragen der bisherigen Uniform zur Disposition gestellt. Aus Anlass seiner Verabschiedung verlieh ihm sein König das Großkreuz des Albrechts-Ordens.
Er wurde Besitzer des Schloss zu Gröba und wurde auch in Gröba bestattet.

### Familie
Altrock heiratete am 23. September 1886 in Gröba Elisabeth geborene von Kommerstädt (1855–1935). Aus der Ehe gingen 1887 Zwillinge hervor. Wilhelm wurde Generalleutnant der Wehrmacht im Zweiten Weltkrieg, Hans war Pächter des Rittergutes Gröba.